# Onbekendegracht
De Onbekendegracht is een gracht in het oostelijk deel van de Amsterdamse grachtengordel. Deze korte gracht, die de Nieuwe Prinsengracht en de Nieuwe Achtergracht verbindt, ligt pal achter theater Carré in de Weesperbuurt.
De in 1899 gebouwde gietijzeren brug nr. 252 verbindt de Nieuwe Achtergracht met de Onbekendegracht. Deze voetgangersbrug is een van de 72 gemeentelijke monumenten in de vorm van een brug. De in 1906 gebouwde en door A.J. Tymensen ontworpen panden Onbekendegracht nrs. 1-5 zijn in 2006 tot monument verheven. Ook brug nr. 253 ligt over de Onbekendegracht.
De Onbekendegracht gaf oorspronkelijk de Voormalige Stadstimmertuin toegang tot de Amstel. In een notariële akte, opgemaakt in 1800, werd de gracht "het Onbekende of Amstelgragtje" genoemd. Ook de benaming Korte Amstelgrachtje was in zwang. Bewoners van de Onbekendegracht verzochten de gemeente Amsterdam in 1948 om de naam van de gracht te veranderen, omdat ze deze te vreemd vonden. Het verzoek werd echter niet ingewilligd.

## Molen

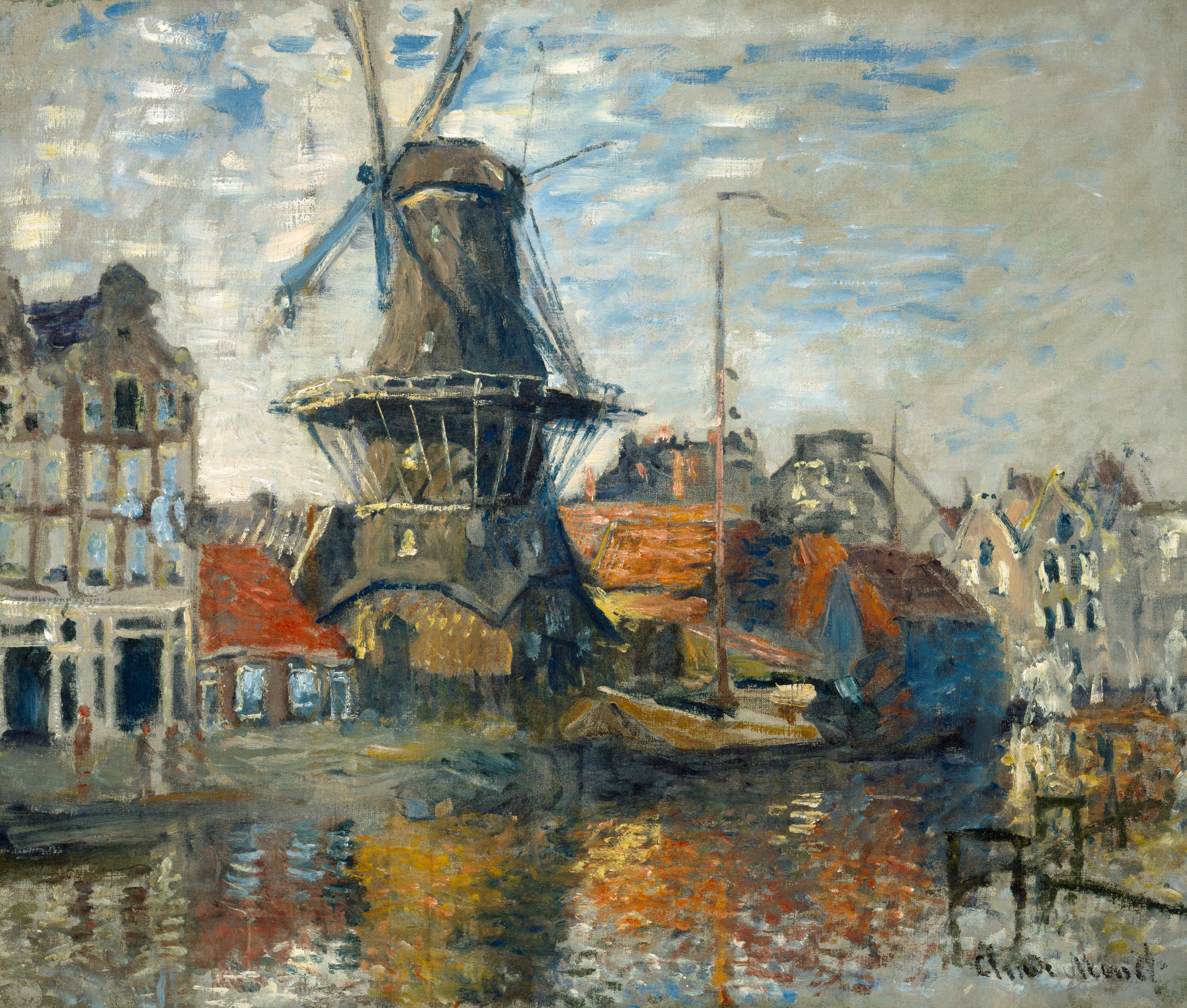
Claude Monet - Le Moulin de l'Onbekende Gracht, Amsterdam, 1871

De impressionist Claude Monet schilderde in 1871 een doek getiteld "Le Moulin de l'Onbekende Gracht, Amsterdam" waarop de molen de "Rooseboom" is afgebeeld. Deze 17e-eeuwse molen stond tussen de Amstel en de Onbekendegracht. De molen werd in de loop der tijd ook wel 'Binnen Tuchthuismolen', 'Het Land van Beloften' of 'de Eendracht' genoemd. In Monets tijd werd er verfhout vermalen voor de productie van verfstoffen. In 1876 werd de molen afgebroken in verband met de bouw van theater Carré.
Monets schilderij is te zien in the Museum of Fine Arts (MFAH) in Houston.